# Tứ phối
Tứ phối là bốn học trò nổi tiếng của Khổng Tử là Nhan Hồi, Tăng Sâm, Tử Tư và Mạnh Tử.

## Nhan Hồi: (顏 回)
Người nước Lỗ, họ Nhan, tên Hồi, tự là Tử Uyên, nên cũng gọi là Nhan Uyên (顏 淵), là con của ông Nhan Do.
Nhan Hồi kém hơn Đức Khổng Tử 30 tuổi, thiên tư thông minh, nhanh nhẹn, hiếu học, chuộng Lễ, làm việc gì cũng không lầm lỗi đến hai lần, nói điều gì cũng không cẩu thả, khi giận người nầy không giận lây người kia, đứng đầu khoa đức hạnh trong cửa Khổng. Nhan Hồi theo học với Đức Khổng Tử, và là học trò giỏi nhất trong số các học trò của Đức Khổng Tử.
Nhan Hồi nhà nghèo, ở trong ngõ hẹp, giỏ cơm bầu nước, nếu là người khác thì không chịu được mà lo buồn, Nhan Hồi thì tự nhiên vui vẻ, học đạo. Đức Khổng Tử khen là người hiền và có nhân. Năm Nhan Hồi 29 tuổi thì tóc đã bạc trắng.
Đức Khổng Tử thường khen rằng: Ta có trò Hồi, cho nên các học trò ngày càng thân với Ta.
Nhan Hồi mất lúc còn rất trẻ, mới 31 tuổi. Đức Khổng Tử than rằng: - Trời hại ta! Trời hại ta!
Nói đến Nhan Hồi ta thường nghe đến các điển tích như: Bầu Nhan (Bầu nước của Nhan Hồi), Lá cờ trắng của Nhan Uyên,.... vì ông sống rất đạm bạc và sẵn lòng hi sinh mình để giúp dỡ người khác.
Người đời sau xưng tụng Nhan Hồi là Phục Thánh Nhan Tử.

## Tăng Sâm: (曾 參)
Ngài họ Tăng tên Sâm, tên tự là Tử Dư (子與), con của ông Tăng Điểm, người ở làng Gia Trường, tỉnh Sơn Đông, Trung Quốc (phía nam Vũ Thành nước Lỗ thời Xuân Thu). Hai cha con Tăng Điểm và Tăng Sâm cùng học với Đức Khổng Tử. Tánh Tăng Sâm rất hiếu thuận, vì thế Đức Khổng Tử cảm động, làm ra sách Hiếu Kinh.
Tăng Tử nhỏ hơn Đức Khổng Tử 46 tuổi, rất nghèo, tự cày bừa làm ruộng sinh sống, có hôm thiếu gạo ăn, nhưng Ngài không lo buồn, vẫn cất tiếng hát sang sảng như tiếng chuông khánh. Đức Khổng Tử thường bảo Ngài là người đần độn, thế mà trong cửa Khổng có nhiều người thông minh tài giỏi, không ai thọ truyền được đạo của Đức Khổng Tử, chỉ có một mình Ngài hiểu được cái Đạo Nhất quán, vì cái học của Ngài rất thành thực và đốc kính.
Ngài Tăng Sâm có làm ra sách Tăng Tử gồm 18 thiên và sách Đại Học gồm 10 thiên. Cùng với các môn đệ, Ngài thâu góp lời của Đức Khổng phu Tử dạy thành sách Luận Ngữ. Đời sau tôn Tăng Tử là Tông Thánh Tăng Tử, phong tước vị là Thành Quốc Công, được thờ chung và phối hưởng với Đức Khổng Tử. Tăng Tử cũng được đời sau tôn làm gương hiếu thảo thứ 3 trong Nhị thập tứ Hiếu.
Nhắc đến Tăng Sâm trong văn học thường dùng điển tích Tăng Sâm giết người, Lòng hiếu của Tăng Sâm...

## Khổng Cấp: (孔 伋)
Đức Khổng Tử có người con tên là Khổng Lý, tự là Bá Ngư, Khổng Lý có con tên là Khổng Cấp, tự là Tử Tư (子 思). Như vậy, Tử Tư gọi Đức Khổng Tử là ông nội.
Tử Tư học với Tăng Tử, được Tăng Tử truyền cho tâm pháp của Khổng gia. Tử Tư noi theo công nghiệp của Đức Thánh Tổ, làm ra sách Trung Dung, và dạy học trò có đến vài trăm người. Ông và học trò tạo nên một phái lớn trong Nho giáo được gọi là Phái Tử Tư.
Tử Tư mất thọ 62 tuổi. Đời sau phong Ngài là Châu Nguyên Hầu và tôn Ngài là Thuật Thánh Tử Tư, được thờ chung và phối hưởng với Đức Khổng Tử.

## Mạnh Tử: 孟 子
(372-289 trước TL) Họ Mạnh tên Kha, tự là Tử Dư thuộc dòng dõi Công Tộc Mạnh Tôn ở nước Lỗ. người huyện Trâu, tỉnh Sơn Đông (nước Lỗ thời Xuân Thu).
Theo Mạnh Tử phả, Mạnh Tử sanh ngày mùng 2 tháng 4 năm thứ 4 đời vua Chu Liệt Vương (372 trước TL) và mất vào ngày 15 tháng 11 năm thứ 26 đời vua Chu Noãn Vương (289 trước TL), thọ 83 tuổi.
Ông là học trò của Khổng Cấp tức thầy Tử Tư, có thể nói là học trò đời thứ tư của Đức Khổng Tử. Ông có tài hùng biện. Sang thời Chiến Quốc, thiên tử nhà Chu suy yếu, chư hầu cát cứ nhiều nơi, loạn lạc bốn phương, ông muốn noi gương Khổng Tử đi chu du các nước chư hầu để đem cái đạo của Thánh nhân ra ứng dụng.
Tuy nhiên, cũng như Đức Khổng Tử, không vua nào chịu theo đạo Nhân Nghĩa của ông. Đến khi tuổi già, sức đã mỏi, ông xin từ chức quan khanh ở nước Tề trở về quê nhà dạy học trò và soạn sách Mạnh Tử.
Ông lập ra thuyết Tánh Thiện (Nhân chi sơ, tánh bổn thiện), thuyết Dân vi quý... Ông là người hoạt động xông xáo và có ảnh hưởng lớn trong công cuộc truyền bá Nho học tại Trung Quốc ngày ấy. Do đó, người ta tôn Mạnh Tử là bực Á Thánh, tức là bực Thánh đứng hàng thứ nhì dưới Khổng Tử, và được truy phong là Trâu Quốc Công (Trâu là đất Trâu, sanh quán của Mạnh Tử), được phối hưởng nơi miếu thờ Đức Khổng Tử.
Trong văn học ta thường nghe đến điển tích liên quan đến ông như Mạnh mẫu trạch lân (mẹ của Mạnh Tử chọn xóm để ở) Mạnh mẫu đoạn ky (mẹ của Mạnh Tử cắt khung cửi)...